# Поляна (Сарненський район)
Поля́на — село в Україні, у Сарненській міській громаді Сарненського району Рівненської області. Розташоване на правому березі р. Горинь. Відповідно до Розпорядження Кабінету Міністрів України від 12 червня 2020 року № 722-р «Про визначення адміністративних центрів та затвердження територій територіальних громад Рівненської області» увійшло до складу Сарненської міської громади.
Населення становить 431 осіб.

## Назва
Із Великого тлумачного словника української мови: «поляна» — це рівнина, невеликий луг, звичайно на узліссі або серед лісу; галявина. Це визначення відповідає назві села, яке розкинулось на правому березі річки Горинь, на просторій галявині, з трьох боків оточену лісом.

## Історія
Перші поселенці розмістились біля Бадіного й Бенехового боліт у середині ХІХ століття. До наших часів дійшла легенда про безстрашну дівчину Орисю, яка завела монголо-татарських ординців у непрохідне болото й ціною власного життя врятувала односельців від смерті та рабства. Тепер воно носить назву «Дівочий брід».
У 1906 році урочище Степанської волості Рівненського повіту Волинської губернії. Відстань від повітового міста 57 верст, від волості 16. Дворів 3, мешканців 15.
Станом на 1911 рік на території урочища Поляни було 3 двори, 12 жителів. Ця місцевість ділилася на три частини: Крушинка, Ріхта, Поляна.
З часів радянської влади Поляна належить до Кричильської сільської ради.
Із архівних документів про хутір Поляна збереглися лише ті, що датуються 1950 роком. Архів з попередніми записами згорів.
Із швидким ростом кількості населення хутору Поляна в 1987 році йому надали статус села. У 1969 році його електрифікували.
Конько Марина Павлівна за сумлінну працю в колгоспі нагороджена Орденом трудової слави III ступеня.
Учасники війни в Афганістані: Шимко Володимир Микитович, Добридник Анатолій Юхимович.

## Період Другої світової війни
Учасники німецько-радянської війни: Банацький Іван Павлович, Левчун Йосип Олексійович, Шепель Йосип Іванович, Шимко Архип Йосипович, Гнат Левчун, Олексій Левчун.

### Діяльність повстанських загонів
22 січня 1943 hjre на хуторі Поляни відбувся крайовий збір ОУН(б), приурочений святкуванню Дня Злуки, у якому брали участь полковник УПА «Еней» і провідник УПА-Північ «Дубовий» (Іван Литвинчук).
23 січня 1943 року, на цьому ж хуторі, військовий референт Сарненського окружного проводу ОУН(б) Григорій Перегірняк («Коробка») об'єднав декілька відділів у першу сотню і провів її вишкіл для атаки на німецьку облогу в м. Володимирець, яка успішно була проведена на початку лютого 1943 pjre.

## Населення
За переписом населення 2001 року в селі мешкало 419 осіб.

### Мова
Розподіл населення за рідною мовою за даними перепису 2001 року:
| Мова       | Відсоток |
| ---------- | -------- |
| українська | 99,54 %  |
| російська  | 0,46 %   |

## Освіта
Початкова школа почала працювати в 1953 і знаходилася в приватному будинку С. Добридника, з 1964 — в будинку Л. Добридника, а в 1967 — в приміщенні новозбудованої школи.
З 1960 по 1991 рік завідувачкою Полянської початкової школи була вчитель початкових класів Добридник Надія Володимирівна.
17 листопада 2007 року відкрилася дев'ятирічна школа, у якій навчаються 92 учні, працює 18 вчителів.

## Інфраструктура
- ЗОШ I-II ст.
- Магазин змішаної торгівлі Великовербченського споживчого товариства.
- приватний магазин.
- фельдшерсько-акушерський пункт.
- молитовний будинок.
- пилорама.

В селі працює нестаціонарний бібліотечний пункт обслуговування при ЗОШ, де бібліотекар з публічно-шкільної бібліотеки с. Кричильськ один раз в тиждень здійснює обслуговування користувачів.